# Cambra de Representants del Japó
La Cambra de Representants (衆議院, shūgiin) és la cambra baixa de la Dieta del Japó, l'òrgan de l'Estat en què resideix el poder legislatiu. La cambra alta és la Cambra de Consellers. La Cambra de Representants té 480 membres, elegits per a un període de quatre anys. D'aquests, 180 són elegits d'11 districtes electorals multimembres per representació proporcional i 300 són elegits de districtes electorals d'un membre. La Cambra de Representants és la més poderosa de les dues cambres, i té, amb una majoria de dos terços, la capacitat d'anul·lar vetos a projectes de llei imposats per la Cambra de Consellers. Aquests vetos també poden ser dissolts pel Primer Ministre.

## Història
La creació de la Cambra de Representants del Japó tingué lloc després de l'aprovació de la Constitució Japonesa de 1890 en el marc de la revolució Meiji. El 1868, el final del shogunat Tokugawa i inici de l'Era Meiji suposaren el desenvolupament d'una sèrie de reformes econòmiques, socials i polítiques amb què el Japó pretenia progressar com a nació i equiparar-se a les potències occidentals del moment. En aquest context, a partir de la segona meitat de la dècada de 1870 sorgiren diversos grups de tendència liberal que consideraven les reformes insuficients i reclamaven majors drets a més de la formació d'un sistema de govern representatiu. La pressió al règim fou creixent fins que el 1883 l'emperador Meiji anuncià la redacció d'una constitució que entraria en vigor, a tot tardar, el 1890. La notícia descol·locà al moviment liberal, que es fragmentà en nombrosos partits i perdé força.
El procés d'elaboració de la constitució començà el 1885 amb la creació d'un gabinet executiu presidit per Ito Hirobumi, un antic samurai. Ito estudià diverses constitucions europees i es decantà pel model prussià, un país que tenia una posició destacable a Europa i un model parlamentari que s'adaptava als interessos del Japó. El mateix any començà la redacció del projecte per una comissió composta per Ito, alguns membres del gabinet i dos juristes alemanys. Els japonesos volien una constitució que garantís el poder imperial paral·lelament a les institucions i el joc polític. Això no obstant, Ito rebutjava la idea d'un poder legislatiu amb competències àmplies perquè el considerava representatiu dels interessos burgesos i camperols. El jurista alemany Roesler elaborà un preàmbul inspirat en discursos liberals europeus que a efectes pràctics era una monarquia absoluta dissimulada sota un sistema liberal. La burocràcia civil i l'exèrcit estarien directament controlats per l'emperador, mentre que el poder legislatiu seria bicameral i residiria en la Dieta del Japó, formada per una cambra alta amb membres designats per l'emperador i una cambra baixa amb representants elegits mitjançant eleccions, però que no tindria poders efectius. Finalment, l'11 de febrer de 1889, l'emperador promulgà la carta magna i un any més tard tingueren lloc les primeres eleccions a la cambra baixa.
Els membres de la Cambra de Representants son elegits per un mandat de quatre anys, però el Gabinet pot dissoldre-la en qualsevol moment. El nombre d'escons a la Cambra de Representants no es defineix a la Constitució del Japó sinó a la "Llei d'eleccions de càrrecs públics", que es modifica periòdicament. Per a les eleccions generals japoneses de 2017 el nombre va variar respecte les eleccions generals japoneses de 2014 per la revisió de la llei electoral que va entrar en vigor el juliol de 2017, i s'escollien 465 diputats mitjançant un sistema de vot paral·lel, en el què 289 van ser elegits de districtes uninominals per escrutini uninominal majoritari, i 176 van ser elegits per representació proporcional amb llista de partit en 11 circumscripcions electorals.

## Dret a vot i a candidatura
- Els ciutadans amb nacionalitat japonesa amb 18 anys o més tenen el dret de sufragi (abans del 2016 l'edat minima era de 20 anys).
- Els ciutadans amb nacionalitat japonesa amb 25 anys o més tenen dret a presentar-hi la seua candidatura.

## Diferències entre la cambra alta i baixa
La Cambra de Representants té més poders que la Cambra de Consellers. Si la cambra baixa (Cambra de Representants) aprova un projecte de llei, però la cambra alta (Cambra de Consellers) en refusa la votació, la Cambra de Representants pot anul·lar la decisió de la Cambra de Consellers amb una majoria de dos terços. No obstant això, en el cas dels tractats, els pressupostos i la elecció del Primer Ministre, la Cambra de Consellers només pot retardar el pas, però no bloquejar la legislació. Com a resultat, la Cambra de Representants es considera la cambra més poderosa.

## Composició actual

### Grups parlamentaris
| Grup Parlamentari | Grup Parlamentari                                          | Components                                                       | Líder               | Total |
|                   | Partit Liberal Democràtic - Grup d'independents            | PLD: 283 Independents: 1                                         | Shinzo Abe          | 284   |
|                   | Constitucionals, populars, socialdemòcrates i independents | PDC: 57 PDG: 38 PSD: 2 Independents: 23                          | Yukio Edano         | 120   |
|                   | Kōmeitō                                                    | Kōmeitō: 29                                                      | Natsuo Yamaguchi    | 29    |
|                   | Partit Comunista del Japó                                  | PCJ: 12                                                          | Kazuo Shii          | 12    |
|                   | Nippon Ishin no Kai                                        | Ishin: 11                                                        | Toranosuke Katayama | 11    |
|                   | Partit de l'Esperança                                      | PE: 2                                                            | Shigefumi Matsuzawa | 2     |
|                   | Independents                                               | President: 1 (PLD) Vicepresident: 1 (PDC) NHK: 1 Independents: 3 | -                   | 5     |
|                   | Vacants                                                    | El membre del 4t districte de Shizuoka                           | -                   | 1     |

## Resultats històrics

### Era Meiji
|                                                         | 1890 | 1892 | 1894(M) | 1894(S) | 1898(M) | 1898(A) | 1902 | 1903 | 1904 | 1908 | 1912 |
| ------------------------------------------------------- | ---- | ---- | ------- | ------- | ------- | ------- | ---- | ---- | ---- | ---- | ---- |
| Partit Liberal                                          | 130  | 94   | 120     | 107     | 105     | -       | -    | -    | -    | -    | -    |
| Taiseikai                                               | 79   | -    | -       | -       | -       | -       | -    | -    | -    | -    | -    |
| Partit de la Reforma Constitucional/Partit Progressista | 41   | 38   | 60      | 49      | 103     | -       | -    | -    | -    | -    | -    |
| Partit Liberal Nacional                                 | 5    | -    | -       | -       | -       | -       | -    | -    | -    | -    | -    |
| Club Central                                            | -    | 81   | -       | -       | -       | -       | -    | -    | -    | -    | 31   |
| Club Dokuritsu                                          | -    | 31   | -       | -       | -       | -       | -    | -    | -    | -    | -    |
| Club Kinki                                              | -    | 12   | -       | -       | -       | -       | -    | -    | -    | -    | -    |
| Associació Nacional/Partit de l'Imperi                  | -    | -    | 35      | 32      | 29      | 21      | 17   | 17   | 19   | -    | -    |
| Dōshi Seisha                                            | -    | -    | 24      | -       | -       | -       | 13   | 0    | -    | -    | -    |
| Dōmei Seisha                                            | -    | -    | 18      | -       | -       | -       | -    | -    | -    | -    | -    |
| Associació del Gran Japó                                | -    | -    | 9       | -       | -       | -       | -    | -    | -    | -    | -    |
| Partit Reformista Constitucional                        | -    | -    | -       | 39      | -       | -       | -    | -    | -    | -    | -    |
| Revolució Fiscal Imperial                               | -    | -    | -       | 5       | -       | -       | -    | -    | -    | -    | -    |
| Partit Progressista de Chūgoku                          | -    | -    | -       | 4       | -       | -       | -    | -    | -    | -    | -    |
| Club Yamashita                                          | -    | -    | -       | -       | 26      | -       | -    | -    | -    | -    | -    |
| Partit Constitucional/Partit Nacional Constitucional    | -    | -    | -       | -       | -       | 244     | 95   | 85   | 90   | 70   | 95   |
| Club Hiroshi                                            | -    | -    | -       | -       | -       | 9       | -    | -    | -    | -    | -    |
| Associació pel Govern Constitucional                    | -    | -    | -       | -       | -       | -       | 191  | 175  | 133  | 187  | 209  |
| Jinin Kai                                               | -    | -    | -       | -       | -       | -       | 28   | 0    | -    | -    | -    |
| Club Chuusei                                            | -    | -    | -       | -       | -       | -       | -    | 31   | -    | -    | -    |
| Club Seiyuu                                             | -    | -    | -       | -       | -       | -       | -    | 13   | -    | -    | -    |
| Club Kôshin                                             | -    | -    | -       | -       | -       | -       | -    | -    | 39   | -    | -    |
| Club Jiyu                                               | -    | -    | -       | -       | -       | -       | -    | -    | 25   | -    | -    |
| Club Mumei                                              | -    | -    | -       | -       | -       | -       | -    | -    | 18   | -    | -    |
| Yûkôkai                                                 | -    | -    | -       | -       | -       | -       | -    | -    | -    | 29   | -    |
| Club Daidô                                              | -    | -    | -       | -       | -       | -       | -    | -    | -    | 29   | -    |
| Independents                                            | 45   | 44   | 34      | 64      | 37      | 26      | 32   | 55   | 55   | 64   | 46   |
| Total                                                   | 300  | 300  | 300     | 300     | 300     | 300     | 376  | 376  | 379  | 379  | 381  |